# Flughafen Tawau

i8
i11
i13
Der Flughafen Tawau (englisch Tawau Airport, IATA-Code: TWU, ICAO-Code: WBKW) ist der Flughafen der malaysischen Stadt Tawau, im Bundesstaat Sabah auf der Insel Borneo.
Der heutige Flughafen ersetzte 2001 den alten Flugplatz im Stadtgebiet Tawaus. Jährlich werden rund eine Million Passagiere abgefertigt. Nach dem Flughafen von Kota Kinabalu ist Tawau der zweitgrößte Flughafen in Sabah.
Neben den zwei wichtigsten malaysischen Fluggesellschaften Malaysia Airlines und AirAsia bedienen nur wenige Fluglinien den Flughafen von Tawau. Mitte 2007 bestehen keine Flugverbindungen ins Ausland.
Das einzige Fluggastgebäude ist mit zwei Fluggastbrücken ausgestattet. Auf dem Vorfeld können bis zu sieben Schmalrumpfflugzeuge gleichzeitig parken.

## Geschichte

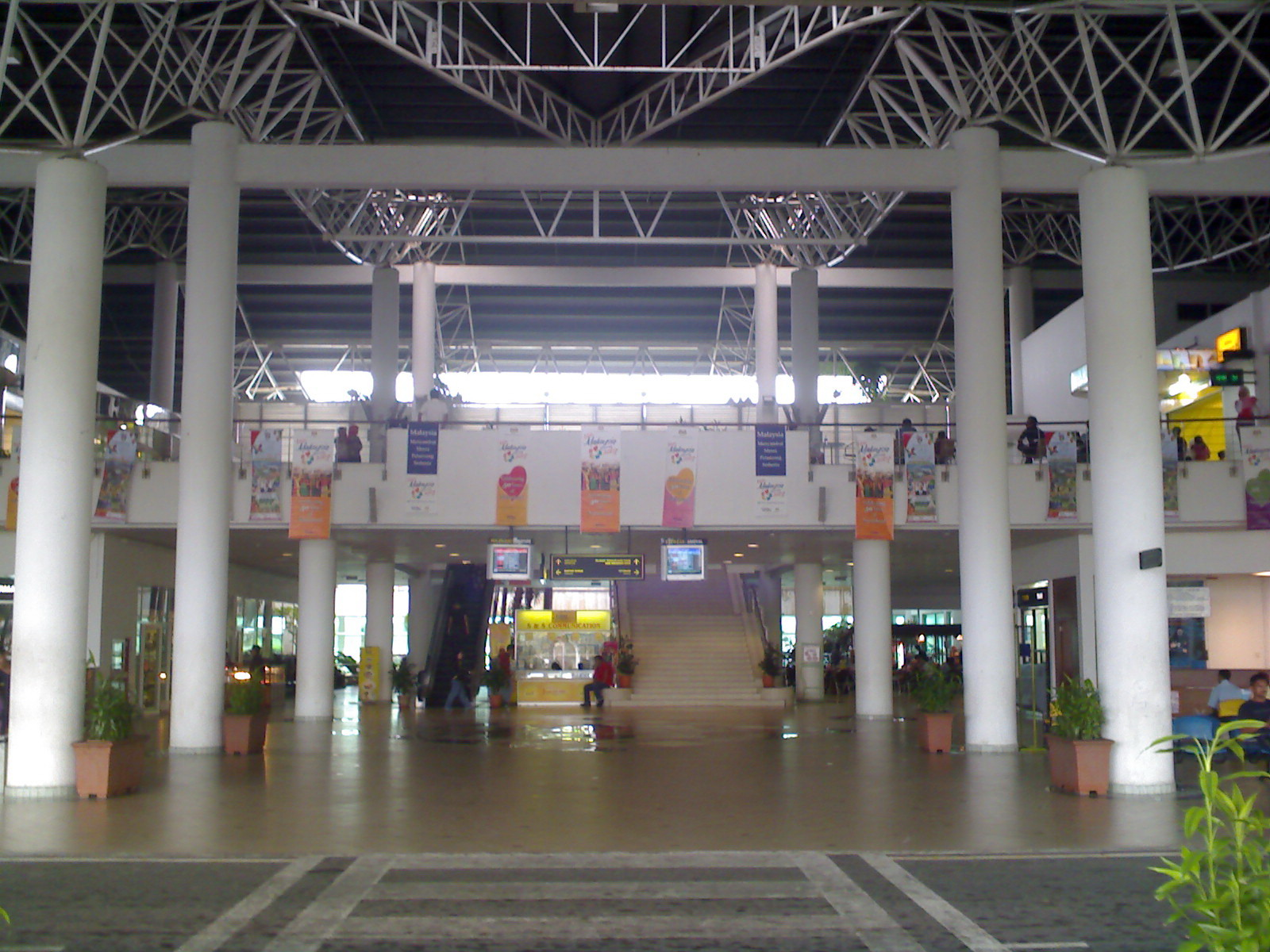
Fluggastgebäude

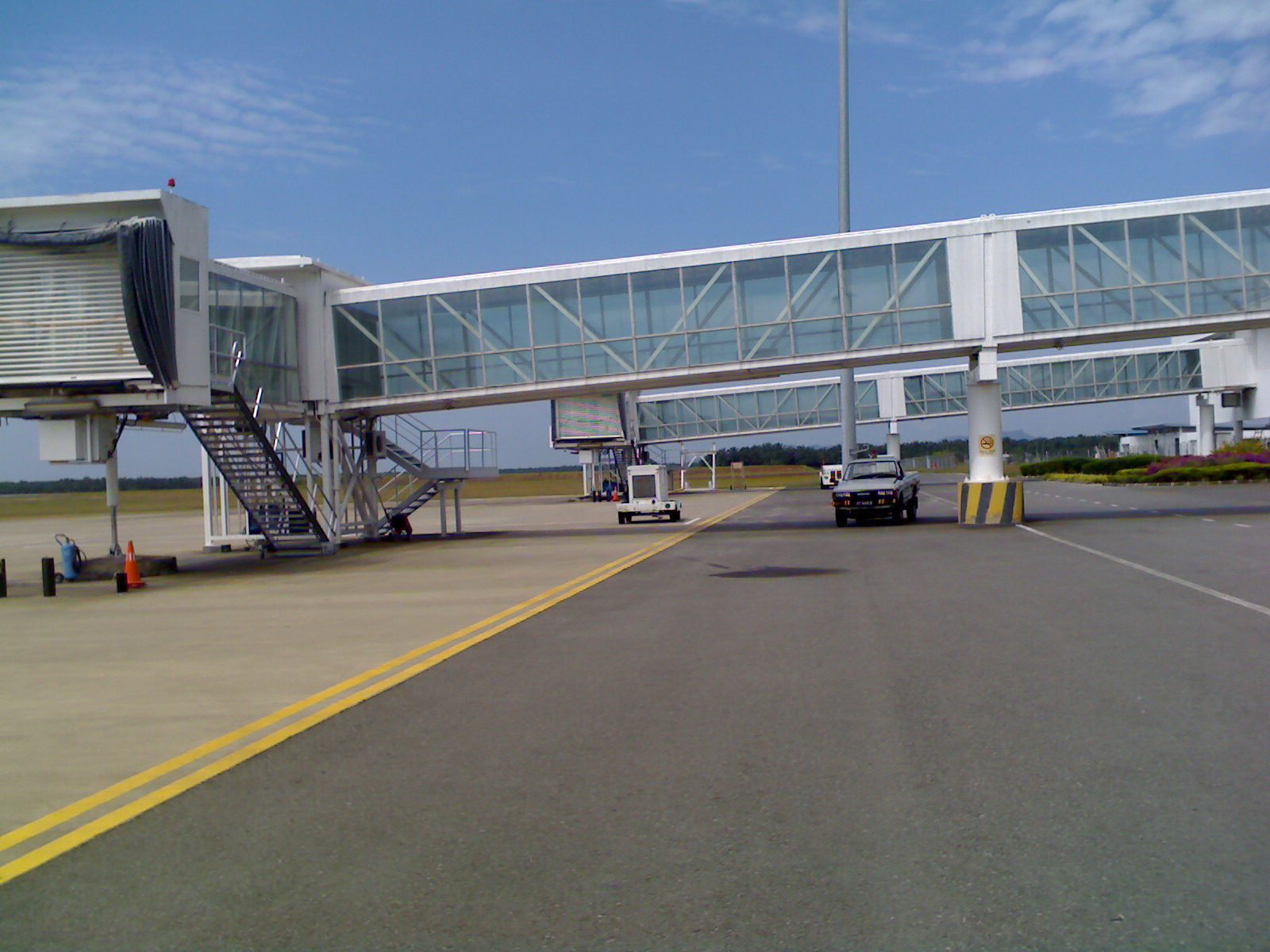
Fluggastbrücken

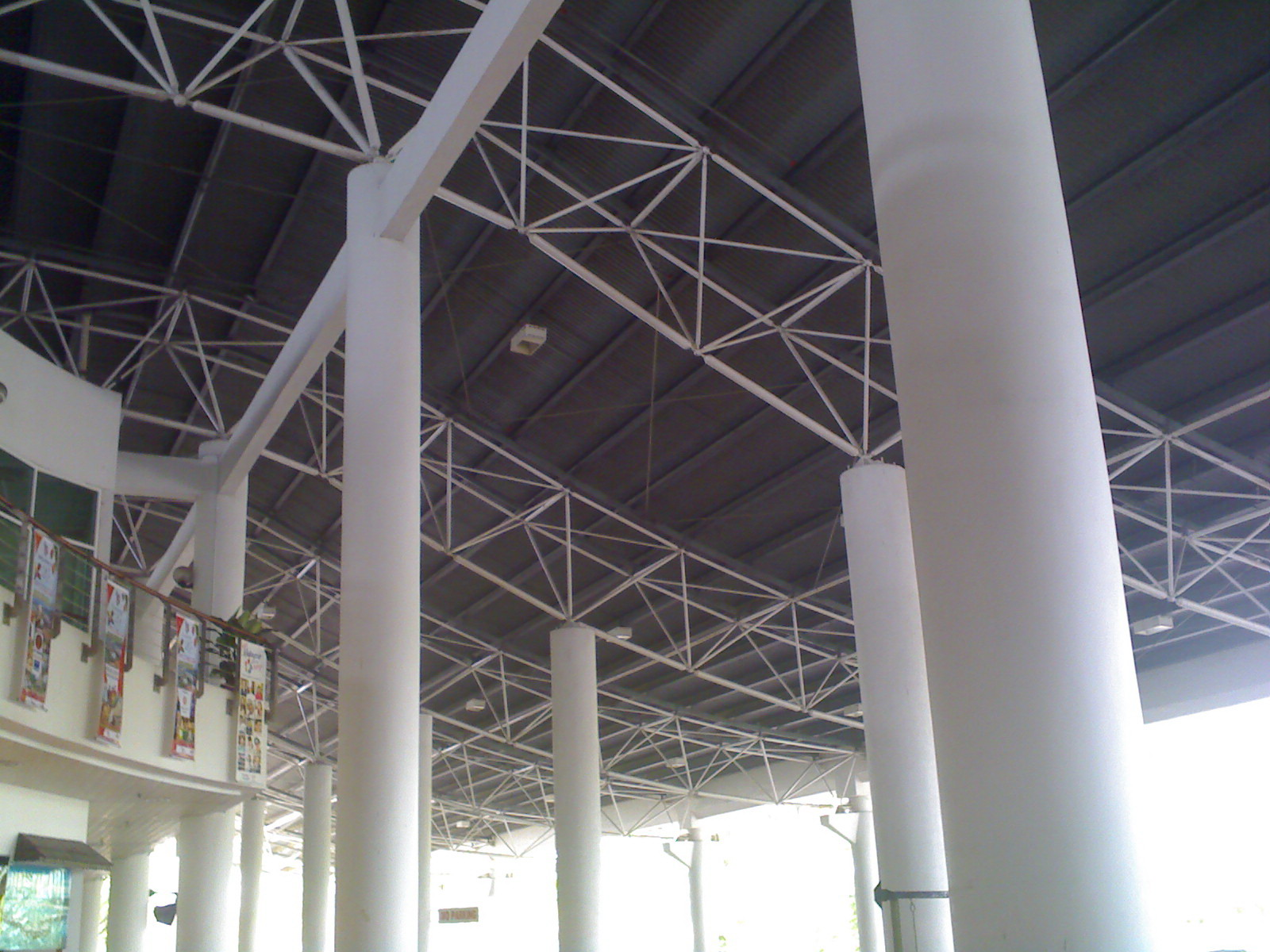
Dachkonstruktion

1968 nahm der erste Flugplatz Tawaus nur ca. drei Kilometer vom Stadtzentrum entfernt den Betrieb auf. Der ehemalige Verkehrsminister Tan Sri Haji Sardon weihte den Flugplatz ein, der mit einer nur 2,2 Kilometer langen Start- und Landebahn nur für Flugzeuge bis zur Größe einer Fokker 50 ausgelegt war.
Nachdem man die Piste verbreitert hatte, unternahm Malaysia Airlines Anfang der 80er Jahre einen Jungfernflug mit einer Boeing 737. Seitdem führte die Fluglinie täglich Flüge mit denselben Maschinen durch.
Der Flughafen zählte wegen seiner kurzen Piste zu den gefährlichsten und schwierigsten Flughäfen der Welt und durfte nur mit einer speziellen Ausbildung und Lizenz angeflogen werden.
Ende der 1990er Jahre gab es mehrere Zwischenfälle. Der schwerste ereignete sich am 15. September 1995. Eine mit 53 Personen besetzte Fokker 50 der Malaysian Airlines (MAS) aus Kota Kinabalu stürzte in den am Ende der Landebahn gelegenen Stadtteil Kampung Seri Menanti. 34 Menschen, darunter zwei Crewmitglieder kamen ums Leben.
Man beschleunigte die Planungen zum Neubau eines Flughafens in den Palmölplantagen, rund 31 Kilometer östlich der Stadt.
Der neue Flughafen ging im Dezember 2001 in Betrieb. 2003 übergab der malaysische Verkehrsminister Tun Dr. Ling Liong Sik den neuen Flughafen der Öffentlichkeit.

## Flughafengelände
Das großflächige Flughafenareal befindet sich inmitten von Palmölplantagen. Das Fluggastgebäude ist durch eine drei Kilometer lange, vierspurige Schnellstraße an den Tawau-Semporna-Highway angeschlossen.
Das zweistöckige Passagiergebäude ist mit zwei verglasten Fluggastbrücken, elf Check-in-Schaltern und zwei Gepäckausgabebänder ausgestattet.
Auf dem rechteckigen Vorfeld können bis zu sieben Schmalrumpfflugzeuge gleichzeitig parken. Es ist durch zwei Rollwege mit der Piste verbunden.
Das Flughafengelände ist so geplant, dass die infrastrukturellen Einrichtungen ohne großen Aufwand erweitert werden können. Platz für einen, zur Start- und Landebahn parallelen, Rollweg ist vorhanden.

## Zwischenfälle
- Am 15. September 1995 stürzte eine Fokker 50 der Malaysia Airlines (Luftfahrzeugkennzeichen 9M-MGH) während eines misslungenen Durchstartmanövers am Flughafen Tawau in bewohntes Gebiet. Das Durchstarten war eingeleitet worden, weil die Maschine zuvor erst 500 Meter vor dem Landebahnende aufgesetzt worden war. Von den 53 Menschen an Bord starben 34 (siehe auch Malaysia-Airlines-Flug 2133).[4]